# Mazang
Mazang  est une localité du Cameroun située dans le département du Mayo-Kani et la Région de l'Extrême-Nord, à proximité de la frontière avec le Tchad. Elle fait partie de la commune de Kaélé et du Lara.

## Population
En 1970 la localité comptait 718 habitants, des Moundang et des Massa. À cette date elle disposait d'une école publique à cycle incomplet.
Lors du recensement de 2005, 1 081 personnes y ont été dénombrées.